# Lars Bang Nielsen
Lars Bang Nielsen (født 6. november 1966) er en tidligere dansk atlet.
Bang Nielsen begyndte karrieren i Skive AM. Han flyttede 1988 til København hvor han var med i Københavns IF.
Han deltog i tre internationale ungdomsmesterskaber; JVM i cross 1984 (75. plads), JVM i cross 1985 (123. plads) og JVM på 3000 meter 1985 (15. plads).
Bang Nielsen vandt i 1992 det danske mesterskab på 5000 meter.

## Danske mesterskaber
- Sølv 1993 1500 meter
- Guld 1992 5000 meter
- Bronze 1992 1500 meter
- Sølv 1991 5000 meter
- Guld 1991 1500 meter
- Bronze 1989 1500 meter

## Personlige rekorder
- 400 meter: 52.3 Glostrup, 12. september 1989
- 800 meter: 1.53.6 1991
- 1000 meter: 2.27.84 Østerbro, 2. august 1995
- 1500 meter: 3.43.88 Århus 1. august 1991
- 3000 meter: 8.08.63 Østerbro 29. juli 1992
- 5000 meter: 14.06.28 Århus 11. september 1993
- 10 000 meter: 32.36.69, Herlev 28. augusti 1998